# Condylactis gigantea
L'anemone gigante (Condylactis gigantea (Weinland, 1860)) è un anemone di mare della famiglia Actiniidae.